# 1-й Ходынский проезд
Пе́рвый Ходы́нский прое́зд (до 15 апреля 2013 года — проекти́руемый прое́зд № 6340) — проезд в Северном административном округе города Москвы на территории Хорошёвского района.

## История
Проезд получил современное название 15 апреля 2013 года, до переименования назывался проекти́руемый прое́зд № 6340.

## Расположение
1-й Ходынский проезд проходит от Ходынского бульвара на юго-восток до улицы Авиаконструктора Сухого. По 1-му Ходынскому проезду не числится домовладений.

## Транспорт

### Наземный транспорт
По 1-му Ходынскому проезду не проходят маршруты наземного общественного транспорта. У юго-западного конца проезда, на улице Авиаконструктора Сухого, расположена остановка «Улица Авиаконструктора Сухого» автобусов № 48, 84, 101, 318, 207.

### Метро
- Станция метро ЦСКА Большой кольцевой линии — севернее улицы, между улицей Авиаконструктора Микояна и Ходынским бульваром.